# Кузнецов, Валерий Алексеевич
Кузнецов Валерий Алексеевич (12 апреля  (25 апреля) 1906, Никольск — 4 августа 1985, Новосибирск) — советский геолог, крупнейший исследователь рудных месторождений, геологии и металлогении Сибири. Доктор геолого-минералогических наук, академик АН СССР (1970; член-корреспондент 1958 г.).

## Биография
Происходит из семьи юриста.
В 1927 году поступил в томский Сибирский технологический институт (СТИ). По решению правительства СССР в 1930-м году данный вуз был раздроблен на несколько новых сибирских вузов. В.А. Кузнецов в 1932 году кончил Сибирский геолого-разведочный институт. После окончания института в течение 14 лет трудился в производственных геологических организациях — Западно-Сибирском тресте «Союзредметразведка» и Западно-Сибирском геологическом управлении. В 1931 году провёл первую самостоятельную работу, участвуя в качестве начальника геолого-поисковой партии в открытии первых железорудных месторождений в Горном Алтае. Затем исследовал геологию Актовракского месторождения хризотил-асбеста в Туве, возглавлял поиски и был одним из первооткрывателей ртутных месторождений Горного Алтая и Кузнецкого Алатау (Акштарское, Пезасское и др.), вёл поиски молибденовых руд.
В годы Великой Отечественной войны руководил в Западно-Сибирском геологическом управлении работами по составлению геологических карт, являющихся основой поисков полезных ископаемых, потребность в которых резко возросла в эти годы.
С 1945 года вёл активную научную работу в горно-геологическом институте Западно-Сибирского филиала АН СССР. В 1945 году защитил докторскую диссертацию, в 1958 году был избран членом-корреспондентом АН СССР и стал одним из организаторов Института геологии и геофизики СО АН СССР.
С 1969 года Кузнецов — бессменный председатель Научного совета по проблемам рудообразования и металлогении Сибири СО АН СССР.
В 1970 году был избран действительным членом АН СССР.
Заведующий рудным отделом (с 1980 года), зам. директора (с 1984 года) Института геологии и геофизики СО АН СССР.
Умер 4 августа 1985 года. Похоронен на Южном кладбище Новосибирска.

## Научная деятельность
Научная деятельность была связана с изучением геологии и полезных ископаемых Сибири. Участвовал в составлении и редактировании ряда региональных карт, результаты исследований легли в основу решения вопросов истории геологического развития и металлогении Алтае-Саянской складчатой области и широко используются при прогнозо-металлогенических построениях. Работы по тектонике, магматизму и металлогении этого сложного в геологическом отношении региона развили теоретические основы металлогении полицикличных складчатых областей и получили широкое признание.
В трудах одно из главных мест занимали вопросы геологии, генезиса и закономерностей размещения ртутных месторождений, разработка которых была направлена на создание рудной базы для ртутной промышленности Сибири. Автор обобщающих работ по геологии ртути, изучил условия образования ртутных месторождений в связи с общей историей развития земной коры и предложил классификацию, в основу которой впервые было положено выделение рудных формаций и минеральных типов месторождений.
В 1973 году выделил и охарактеризовал трансконтинентальный Центрально-Азиатский (Тянь-Шаньско — Южно-Сибирский) ртутный пояс в дополнение к известным к тому времени Тихоокеанскому и Средиземноморскому поясам. Доклад о Центрально-Азиатском поясе был представлен на I Международном конгрессе по ртути в 1974 году в Барселоне (Испания). Являлся одним из авторов и редакторов фундаментальной монографии «Металлогения ртути», обобщающей первый опыт глобального анализа металлогении ртути. Эта монография была переведена на английский язык в США в 1967 году.
В работах последних лет особое место занимало учение о рудных формациях, теоретическое значение которого особенно велико для развития основ металлогенического анализа, типизации рудных месторождений и решения ряда генетических вопросов рудообразования. Успешное развитие им формационного направления в рудообразовании создало широкие предпосылки для дальнейшего прогресса металлогенических исследовании и развития учения о рудных месторождениях. Всё это выдвинуло его в ряд ведущих учёных страны в области геологии рудных месторождений и эндогенной металлогении. Дальнейшим развитием учения о рудных формациях явились синтез и обобщение материалов по генезису рудных месторождений на основе создания геолого-генетических моделей эндогенных рудных формаций и их генетических рядов.
Будучи заместителем председателя Научного совета АН СССР по проблемам БАМа, развернул широкие геологические исследования минерально- сырьевых ресурсов зоны Байкало-Амурской магистрали. Успешно проведённые здесь исследования рудных месторождений позволили сконцентрировать внимание на ведущих промышленных типах месторождений, что способствовало решению важных народнохозяйственных проблем комплексного освоения территории в рамках крупных территориально-производственных комплексов и дальнейшего развития восточных районов страны.
Организовал I Всесоюзное совещание «Генетические модели рудных формаций», проведённое в г. Новосибирске в 1981 году. В октябре 1985 года состоялось II Всесоюзное совещание по данной проблеме, но уже после его скоропостижной смерти на 80-м году жизни.
Был автором более 200 печатных работ, две из которых отмечены премиями Президиума АН СССР, а сводная работа по геологии ртутных месторождений Западной Сибири первой была удостоена премии АН СССР имени академика В. А. Обручева (1946). Возглавляемый В. А. Кузнецовым авторский коллектив за фундаментальные исследования эндогенных рудных формаций Сибири был отмечен в 1983 году Государственной премией СССР.

## Семья
Отец, Алексей Тимофеевич Кузнецов, после окончания Московского университета служил сначала в суде, а затем перешёл в тюремное ведомство на должность помощника губернского тюремного инспектора. По происхождению — крестьянин.
Старший брат — Юрии Алексеевич Кузнецов (1903—1982), академик АН СССР.
Также имел двух других братьев и сестру.

## Признание, награды
Награждён двумя орденами Трудового Красного Знамени, орденом Октябрьской революции и орденом «Знак Почёта».
Лауреат Государственной премии СССР (в составе группы, за 1983 год) — за цикл работ «Магматические и эндогенные рудные формации Сибири» (1964—1980).
Первый лауреат премии АН СССР им. В. А. Обручева (1946) — за работу «Ртутные месторождения Западной Сибири»
Заслуженный деятель науки Тувинской АССР.

## Память
В честь В. А. Кузнецова назван новый минерал ртути — кузнецовит.
В память о Валерии Алексеевиче и Юрии Алексеевиче Кузнецовых в СО РАН учреждена премия для молодых учёных.
Мемориальная доска размещена на здании института Геологии и минералогии СО РАН им. В. С. Соболева и института нефтегазовой геологии и геофизики СО РАН им. А. А. Трофимука по пр. Коптюга, 3 со стороны пр. Коптюга.
В честь Академика Кузнецова названа центральная улица в п.Акташ , республики Алтай !